# Otužování

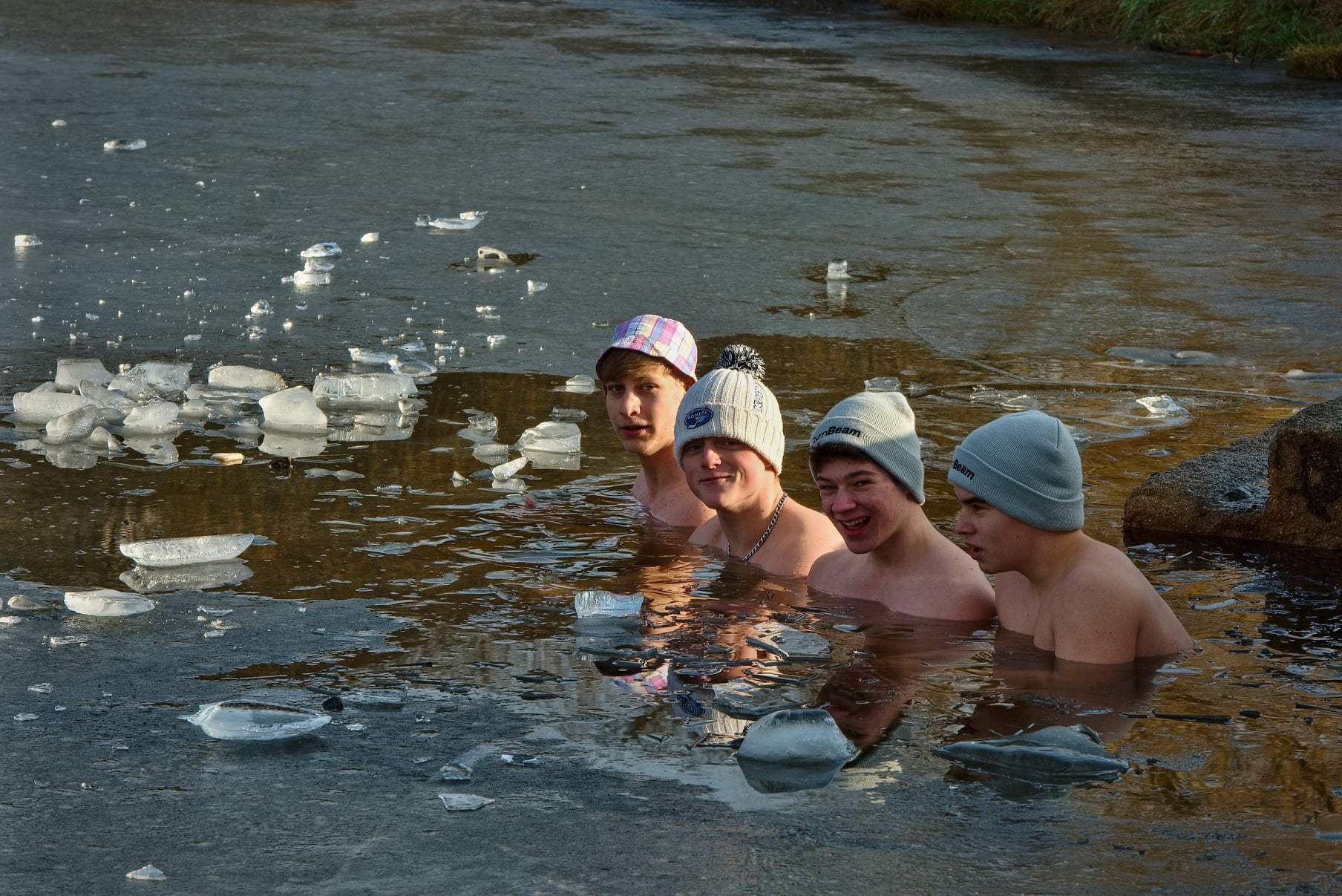
Otužování v ledové vodě

Otužování je metoda posílení imunitního systému. Obvykle se pod pojmem otužování rozumí sprchování studenou vodou či plavání ve studené vodě, v širším slova smyslu však pojem zahrnuje i saunování,[zdroj?] celoroční sportování ve volné přírodě a další praktiky.
Je to velmi individuální a záleží na zdatnosti jedince, zda je schopen zvládnout hned prvním rokem svého otužování celou sezónu nebo plavání přeruší v nejchladnějších měsících, kdy se teplota vody blíží k nule.
Otužování pomocí studené vody souvisí s vodoléčbou, ale na rozdíl od ní slouží k předcházení chorobám spíš než k jejich léčení. Podle propagátorů otužování pomáhá při prevenci proti nachlazení, chřipce, angíně, případně dalším nemocem jako vysokému krevnímu tlaku nebo bolestem zad.
Otužování se nedoporučuje v případě srdečních chorob, během onemocnění (nachlazení apod.) a nějakou dobu po něm. Mírnější režim otužování bývá doporučován dětem a starším lidem, ve všech případech (zvlášť pokud jde o zimní plavání) je vhodné konzultovat praktického lékaře.
Zimní plavání je zvláštním druhem sportovního otužování, prováděného ve vodě o teplotě pod 10 °C, které je též registrované Mezinárodní plaveckou federací.